# バネッサ・オブライエン
バネッサ・オブライエン(Vanessa Audi Rhys O'Brien)は、イギリス及びアメリカ合衆国の登山家、弾道飛行参加者、探検家であり、かつては実業家であった人物である。2020年6月12日、オブライエンは地球上の最高地点と最低地点の両方に到達した初めての女性となった。王立地理学会のフェローで、Scientific Exploration Society (SES)の名誉アドバイザアリーメンバーである。

## 学生時代
オブライエンは、ニューヨーク大学のスターン・スクール・オブ・ビジネスで、経済学の学士号と金融のエグゼクティブMBAを取得した。オブライエンは、2021年にスターン・スクール・オブ・ビジネスでMBAを取得した中で、最も有名な10名に名を連ねている。彼女は、モルガン・スタンレー、バークレイズ、バンク・オブ・アメリカ等で、Director of Finance and Business Development として働いた。

## 探検
オブライエンは、14座ある8000メートル峰のうちの5座（シシャパンマ、エベレスト、チョ・オユー、マナスル、K2）を含む多数の著名な山の山頂に登頂している。さらに、そのうち2座の8000メートル峰（シシャパンマとチョ・オユーについては、8日間隔で連続して登頂している。彼女は、登山への情熱から、探検家グランドスラム（七大陸最高峰への登頂、北極点、南極点への到達の全てを達成することを指し、スリー・ポール・チャレンジの達成を含む）に挑戦するという目標を自身に課した。
オブライエンは、アメリカ海洋大気庁の協力のもとチャレンジャー海淵を構成する3つの窪地（プール）を調査する、民間調査会社カラダン・オーシャニック社の海溝最深部調査(Ring of Fire Expedition)に参加した。2020年6月12日、オブライエンはヴィクター・ヴェスコヴォとともに、チャレンジャー海淵のイースタン・プールに降下し、3時間かけて海底の地図を作製した。この潜水により、約1マイルの荒廃した海底地形をスキャンし、かつて考えられていたように海底面は平面ではなく、約5.5mの傾斜があることが確認された。
2022年8月4日、オブライエンは、ブルーオリジンNS-22に搭乗し、連邦航空局により、宇宙飛行経験者として認定された。ブルーオリジン社の20年の歴史の中で6度目の有人弾道飛行の成功であった。オブライエンとともに宇宙を訪れた5人の乗組員の中には、コビー・コットンやマリオ・フェレイラがいた。ニューシェパードは高度107kmに達し、上昇時の速度は3,603 km/hだった。また、合計の飛行時間は、10分20秒だった。ブルーオリジンが2人の女性搭乗員を乗せて飛行するのは、初めてのことだった。オブライエンは、UNウィメンの旗を持ち込んだ。この飛行でカーマン・ラインを超え、オブライエンは、陸海空の各々の極地に到達するExplorers' Extreme Trifectaを達成した初めての女性となった。
2013年にアメリカ赤十字社の旗を北極点に立て、2017年のボストンマラソンを完走し、アメリカ赤十字社がチャリティで51.2万ドル以上を集める手助けをした。

## 世界記録
オブライエンは、七大陸最高峰を295日で登頂するという女性最速記録を作った。彼女はまた、南極点と北極点までの最後の60海里(111 km)をスキーで滑走し、11ヶ月で探検家グランドスラムを達成した。探検家グランドスラムを達成したのは女性では8人目で、1年以内に達成したのは女性として初めてだった。2017年7月、彼女は12人のメンバーを率いて、3度目のK2登頂に挑戦し、安全に下山した。これにより、K2に登頂した初めてのアメリカ人女性、またK2に登頂し安全に帰還した初めてのイギリス人女性となった。この時の52歳という年齢は、女性では最年長記録だった。